# Montagne della Nuova Zelanda

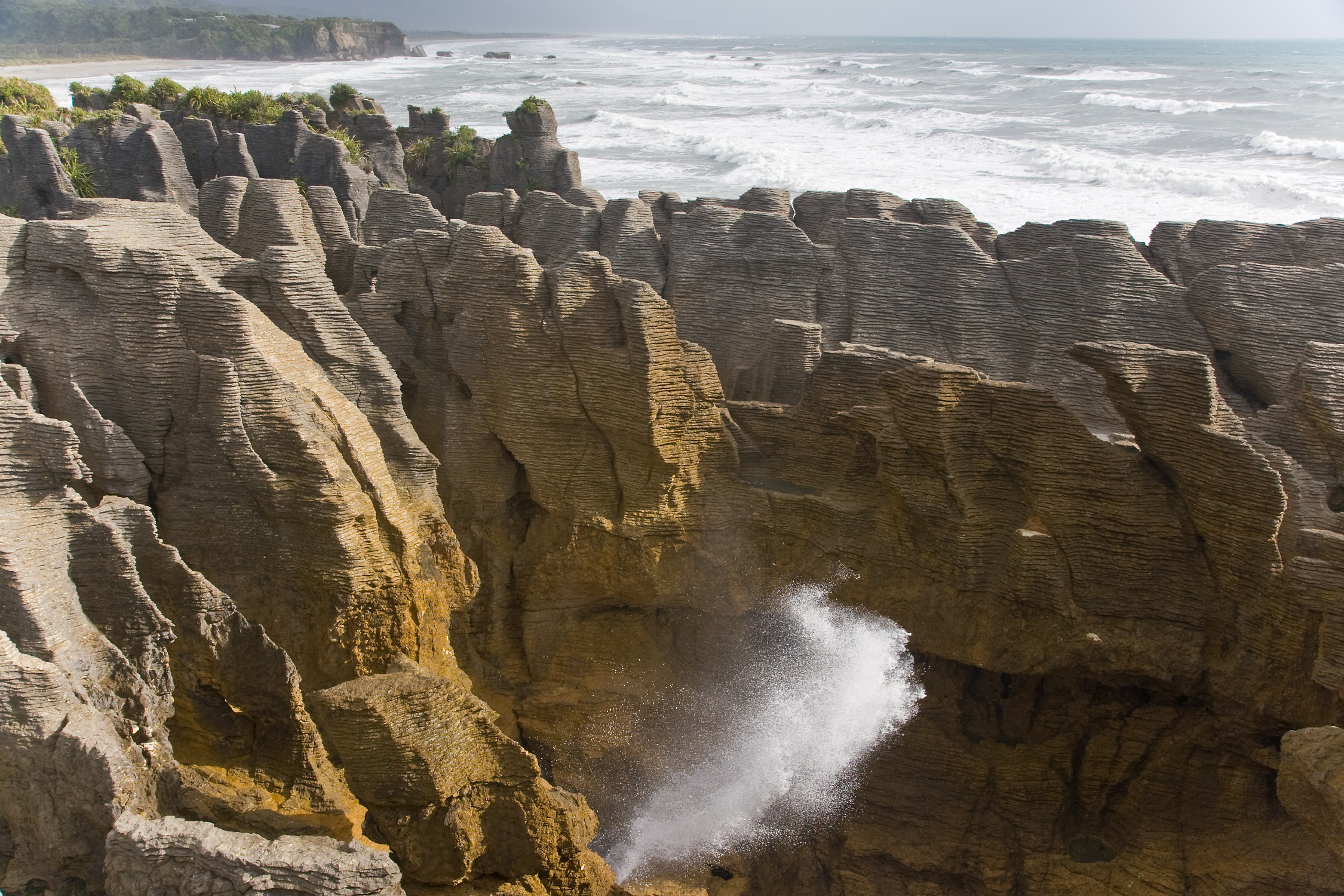
Pankake Rocks, una formazione geologica a Punakaiki

Il seguente è un elenco delle montagne più alte della Nuova Zelanda, ordinate secondo l'altezza:

## Le 30 cime più alte
Le 30 montagne più alte fanno tutte parte della catena delle Alpi meridionali, nell'Isola del Sud
1. Monte Cook -3754 metri
2. Monte Tasman – 3497 metri
3. Monte Dampier – 3440 metri
4. Monte Vancouver – 3309 metri
5. Monte Silberhorn – 3300 metri
6. Malte Brun – 3198 metri
7. Monte Hicks – 3198 metri
8. Monte Lendenfeld – 3194 metri
9. Monte Graham – 3184 metri
10. Torres Peak – 3160 metri
11. Monte Sefton – 3151 metri
12. Monte Teichelmann – 3144 metri
13. Monte Haast – 3114 metri
14. Monte Elie de Beaumont – 3109 metri
15. Monte La Perouse – 3078 metri
16. Cima Douglas – 3077 metri
17. Monte Haidinger – 3070 metri
18. Monte Magellan – 3049 metri
19. Monte Malaspina – 3042 metri
20. Monte Minarets – 3040 metri
21. Monte Aspiring/Tititea – 3033 metri
22. Monte Hamilton – 3025 metri
23. Monte Dixon – 3004 metri
24. Cima Glacier – 3002 metri
25. Monte Chudleigh – 2966 metri
26. Monte Haeckel – 2965 metri
27. Monte Drake – 2960 metri
28. Monte Darwin – 2952 metri
29. Monte Aiguilles Rouges – 2950 metri
30. Monte De La Beche – 2950 metri

## Altre montagne rilevanti
- Tapuae-o-Uenuku – 2,884 m – nel Kaikoura Range (cima più alta non situata nelle Alpi meridionali)[1]
- Monte Alarm – 2877 m – nel Kaikoura Range
- Monte Ruapehu – 2,797 m  (cima più alta dell'Isola del Nord)[1]
- Monte Musgrave – 2085 m
- Mitre Peak – 1683 m